# Roscoe Chenier
Roscoe Chenier, né le 6 novembre 1941 à Notleyville, Opelousas en Louisiane et mort le 7 février 2013, est un auteur-compositeur-interprète et guitariste américain de blues et notamment de Chicago blues. Fils d'Arthur et Philomène Chenier, c'est un lointain cousin du bluesman et artiste de Zydeco Clifton Chenier.
Il a tourné aux États-Unis et en Europe et parcourt les festivals en Louisiane.

## Discographie
- "Roscoe Chenier" (1994)
- "Roscoe Style" (2002)
- "Waiting for My Tomorrow" (2006)
- "Digital Only" (2007)
- "Roscoe Rocks"